# Barkov Glacier
Barkov Glacier är en glaciär i Antarktis. Den ligger i Östantarktis. Norge gör anspråk på området. Barkov Glacier ligger 1 599 meter över havet.
Terrängen runt Barkov Glacier är varierad. Barkov Glacier ligger nere i en dal. Trakten är obefolkad. Det finns inga samhällen i närheten. 